# Liste der türkischen Botschafter in Malaysia
Der Botschafter leitet die Botschaft in Kuala Lumpur.
| Ernennung Akkreditierung | Botschafter            | Bemerkung | Liste der Ministerpräsidenten der Türkei | Liste der Premierminister Malaysias | Posten verlassen |
| ------------------------ | ---------------------- | --- | ---------------------------------------- | ----------------------------------- | ---------------- |
| 11. Okt. 1976            | Gündüz Tunçbilek       | | Süleyman Demirel                         | Hussein Onn                         | 1. Sep. 1981     |
| 22. Okt. 1981            | Erdoğan Tevfik Ünaydın | Mit Solmaz Ünaydın verheiratet. | Bülend Ulusu                             | Mahathir bin Mohamad                | 3. Dez. 1984     |
| 1. Jan. 1988             | Yalçın Tuğ             | (* 1948) 23. Juli 1981 – 17. August 1984: Generalkonsul in Stuttgart, 1996–1999: Botschafter in Bangkok 21. Juli 2013: in den Ruhestand versetzt.                                                        | Turgut Özal                              | Mahathir bin Mohamad                | 1. Apr. 1993     |
| 20. Mai 1993             | Ahmet Hilmi Ermişoğlu  | | Tansu Çiller                             | Mahathir bin Mohamad                | 15. Juni 1995    |
| 15. Juni 1995            | Ferhat Ataman          | 1 March 1995: Öffentlichkeitsarbeit des Außenministeriums, 29. Oktober 2003 – 29. März 2008: Botschafter in Pretoria                                                                                     | Tansu Çiller                             | Mahathir bin Mohamad                | 1. Aug. 1999     |
| 1. Aug. 1999             | Koray Targay           | 2011: Leiter des OSCE Büros in Baku | Bülent Ecevit                            | Mahathir bin Mohamad                | 29. März 2004    |
| 29. März 2004            | Mustafa Barlas Özener  | Studierte Politikwissenschaft an der Universität Ankara, 1970: Eintritt in den auswärtigen Dienst, Gesandtschaftssekretär dritter Klasse in der Abteilung Osteuropa. 1995–1999: Botschafter in Tel Aviv. | Recep Tayyip Erdoğan                     | Abdullah Ahmad Badawi               | 25. Sep. 2009    |
| 1. Dez. 2009             | Serap Ataay            | 1. September 2002 – 1. November 2005: Generalkonsul in Constanța | Recep Tayyip Erdoğan                     | Najib Razak                         | 16. Dez. 2013    |
| 16. Dez. 2013            | Uğur Doğan             | | Recep Tayyip Erdoğan                     | Najib Razak                         | 1. Nov. 2014     |
| 1. Nov. 2014             | Başak Türkoğlu         | | Ahmet Davutoğlu                          | Najib Razak                         |                  |